# Turcja na Letnich Igrzyskach Olimpijskich 1988
Turcję na Letnich Igrzyskach Olimpijskich 1988 reprezentowało 41 zawodników, 36 mężczyzn i 5 kobiet.

## Zdobyte medale
| Medal  | Zawodnik          | Dyscyplina           | Konkurencja                             | Rezultat |
| ------ | ----------------- | -------------------- | --------------------------------------- | -------- |
| Złoto  | Naim Süleymanoğlu | Podnoszenie ciężarów | Kategoria do 64 kg mężczyzn             | 357,5 kg |
| Srebro | Necmi Gençalp     | Zapasy               | Styl wolny, kategoria do 82 kg mężczyzn | [ 2 ]    |